# DJ109F
DJ109F este un drum lung de aproximativ 96 km ce face legătura între depresiunea Maramureșului și cea a Lăpușului cu valea Someșului prin diferite unități de relief, cum ar fi Carpații Orientali și jugul intracarpatic.

## Traseu
Pornește la 15 km de orașul Sighetu Marmației, în localitatea Ferești, din drumul național DN18, urcând spre Ocna Șugatag, unde se va întâlni cu DJ 185 dinspre Bârsana, va coborî spre Budești și va urca Pasul Strâmbului spre Cavnic. Peste Pasul Rotunda va trece în valea Lăpușului la Strâmbu Băiuț, unde coboară spre Târgu Lăpuș, de acolo urcă spre Vălenii Lăpușului și coboară prin Cheile Babei la Gâlgău pe râul Someș, unde se termină în DN 1C/E58. Pe sectorul Cavnic-Strâmbu Băiuț (Pasul Rotunda), traseul este închis iarna.

## Trecători și relief
- Dealul Ocna Șugatag (591 m), între valea Marei (la Vest) și valea Cosăului (la Est)
- Pasul Neteda (Strâmbului) (1072 m), între munții Gutâi (la Vest) și munții Lăpușului (la Est)
- Pasul Rotunda (Cavnic) (1080 m), în munții Lăpușului
- Vălenii Lăpușului - Coroieni (500 m), între culmi
- Cheile Babei (300 m - 250 m)

## Obiective turistice
- Țara Maramureșului

- Stațiunea Ocna Șugatag (băile sărate)

- Munții Gutâi (Creasta Cocoșului, Apostolii Gutinului, etc.)
- Țara Lăpușului
- Cheile Lăpușului
- Cheile Babei